# Institut for Kunst- og Kulturvidenskab
Institut for Kunst- og Kulturvidenskab (IKK) er et institut på Københavns Universitet, hvor der forskes i de æstetiske fag, knyttet til de forskellige kunstarter, samt i moderne kultur og visuel kultur.Der udbydes uddannelser indenfor litteraturvidenskab, kunsthistorie, teatervidenskab og performancestudier, musikvidenskab og dansevidenskab.

Instituttet udbyder tværfaglige kandidatuddannelser og indgår i samarbejder med andre institutter om tværfaglige forløb på bachelor- og kandidatniveau.